# Lo Boièr
Lo Boièr (Lo Bover - El Bover en català, Lo Boièr en occità) és una cançó tradicional occitana identificada sovint com a himne dels càtars.
Forma part, conjuntament amb Se Canta, de les cançons tradicionals del país d'oc (Provença i Llenguadoc) les més represes pels grups de música occitans i provençals, sobretot Corou de Berra, Jean-Bernard Plantevin, André Ricros i Gacha Empega.
Reconeguda com a himne del catarisme (tot i que cap text no ho afirma), queda poc coneguda però esdevé, de mica en mica, un himne dels nacionalistes o independentistes occitans.
Hi ha el proverbi: l'arquet de la matinada tira lo boièr de la laurada que vol dir «l'arc de sant Martí a la matinada, trau [expulsa] el bover de la llaurada».

## Característiques
Lo Boièr és un cant acompassat de ritme lent i alternat. En el seu tercer vers ostenta una curiosa successió de vocals de sonoritat màntrica, que algunes versions repeteixen en posició central en cadascuna de les estrofes a manera de tornada. La resta de la cançó explica la història d'un bover que troba a la seva dona malalta i tracta de reconfortar amb la promesa de menjar, al que la dona respon amb una serena condició d'enterrament per a la seva pròxima mort.
La iconografia de la cançó es nodreix clarament l'imaginari càtar. L'esposa del cant rep el nom de Joana, versió femenina del nom que els càtars donaven als seus fidels abans de renéixer a la vida espiritual, i és descrita com "desconsolada", al·ludint a no haver rebut encara el sagrament càtar del consolament. A més, les viandes formulades pel bover són una rave, una col ("Caulet") i una alosa magra, evidents al·lusions a les famílies nobles de Rabastens, Caulet i Magrin, protectores del catarisme. Finalment, Joana sol·licita ser enterrada amb el cap sota la font, en referència a l'aigua del consolament, i esmenta un ramat de cabres, fent ressò d'una tradició que connecta el signe de Capricorn amb el retorn de l'esperit.
Les vocals semblen no tenir significat clar més enllà del seu ús com a compàs i mantra, però han estat proposades com una piràmide fònica adreçada al cel.

## A la cultura popular
A la seva novel·la de l'any 1998 Le Christi, René-Victor Pilhes anuncia una interpretació suposadament històrica de les vocals d'aquesta cançó, que volen dir: Austriae est imperare orbi universo.

## Lletra
| Occità (amb trets dialectals) | Català tradicional (traducció literal) | Català (actual, text adaptat) |
| --- | --- | --- |
| Quand lo boièr ven de laurar (bis) Planta son agulhada A, e, i, ò, u ! Planta son agulhada. Tròba (Trapa) sa femna al pè del fuòc (bis) Tota desconsolada (Trista e desconsolada). Se n'es malauta diga-o (Se siás malauta digas òc) (bis) Te farai un potatge (una alhada). Amb una raba, amb un caulet (bis) Una lauseta magra. Quand serai mòrta enterratz-me (bis) Al pus fons de la cauna (Al pus prigond de la cava) Los pès virats (Met-me los pès) a la paret (bis) La tèsta a la rajada (Lo cap jos la canela) E los romius (Los pelegrins) que passaràn (bis) Prendràn d'aiga senhada. E diràn: «Qual es mòrt aicí?» (bis) Aquò es la paura Joana. Se n'es anada al paradís (bis) Al cèl amb (ambe) sas cabras. | Quan lo bover/bouer ve de llaurar Planta s'agullada A, e, i, o, u! Planta s'agullada Troba sa dona al peu del foc Tota desconsolada (Trista e desconsolada). Si es malalta, diga-ho (Si es malalta digues oc) Té faré un potatge. (una allada) Amb un rave, amb una col Una alosa magra. Quan seré morta, enterreu-me Al més fons de la cova Los peus virats (girats) a la paret La testa sota la rajada (Lo cap sota lo raig d'aiga) Los romeus (Los pelegrins) que passaran Prendran aiga beneïda. E diran: «Qui es mort ací?» Açò és la pobra Joana. Se n'és anada al paradís Al cel amb sas cabres. | Quan el bover torna de llaurar Planta l'agullada A, e, i, o, u! Planta l'agullada Troba sa dona al peu del foc Tota desconsolada (Trista i desconsolada) Si es malalta, digues-m'ho (digues sí) Et faré un potatge. Amb un rave, amb una col Una alosa magra. Quan sigui morta, enterreu-me Al fons de la cova Els peus girats cap a la paret El cap sota l'aixeta Els romeus (Els pelegrins) que passaran Prendran (Agafaran) aigua beneïda. I diran: «Qui va morir aquí?» Açò és la pobra Joana. Que es al paradís (bis) Al cel amb les seves cabres. |

Vocabulari
- Un bover és un pastor de bous.
- Una agulhada, traduït com agullada, tocadora o gullada és un bastó llarg amb una punxa de metall a un cap que s'utilitza per guiar bous punxant-los.
- Una alhada és una sopa d'all, traduït al català com allada.
- S'entén per lauseta una llesca de cansalada ('lauseta' també significa "alosa" —un tipus de peix—).

## Literatura
A la seva novel·la El Christi (1998), René-Victor Pilhes dona una interpretació presumpta històrica del Cant del Bouvier (nom citat) com l'himne càtar.. El cucs «A, e, i, ò, u» hi havia de significar Austriae és imperare orbi universo